# Luca Brecel

Luca Brecel (født 8. marts 1995 i Dilsen-Stokkem) er en professionel belgisk snookerspiller, der anses for et af de største talenter inden for snooker, da han blandt andet er den yngste spiller til nogensinde at kvalificere sig til VM i snooker.